# Kanadische Badmintonmeisterschaft 1935
Die Kanadische Badmintonmeisterschaft 1935 fand Anfang März 1935 in Ottawa statt.

## Finalresultate
| Disziplin    | Sieger                                | Finalist                                | Ergebnis         |
| ------------ | ------------------------------------- | --------------------------------------- | ---------------- |
| Herreneinzel | Rod Phelan                            | Bev Mitchell                            | 15-3, 17-15      |
| Dameneinzel  | Margaret Taylor                       | Dorothy Walton                          | 11-1, 11-6       |
| Herrendoppel | Jack Sibbald Len Coles                | Murray Snyder Gerry Purcell             | 9-15, 15-5, 15-8 |
| Damendoppel  | Margaret Robertson Ruth Robertson     | Mrs. James Barr Mrs. William H. Knowles | 18-16, 15-7      |
| Mixed        | George Goodwin Jr. Margaret Robertson | Bev Mitchell Ruth Robertson             | 15-6, 15-11      |